# Brabham BT11
La Brabham BT11 (conosciuta anche come Repco Brabham BT11)  è una monoposto di Formula 1, costruita dalla scuderia britannica Brabham per partecipare al Campionato mondiale di Formula 1 1964.
Fu in una BT11 che il pilota John Taylor ebbe un grave incidente con la Matra MS5 di Jacky Ickx al Gran Premio di Germania  1966, rimanendo gravemente ferito e ustionato, morendo quattro settimane dopo in ospedale per i gravi traumi riportati.
La BT11 è stato anche utilizzata nella formula Tasman.